# Яновець (Лодзинське воєводство)
Яновець (пол. Janowiec) — село в Польщі, у гміні Біла Велюнського повіту Лодзинського воєводства.
Населення — 191 особа (2011).
У 1975-1998 роках село належало до Серадзького воєводства.

## Демографія
Демографічна структура станом на 31 березня 2011 року:
|          | Загалом | Допрацездатний вік | Працездатний вік | Постпрацездатний вік |
| -------- | ------- | ------------------ | ---------------- | -------------------- |
| Чоловіки | 91      | 19                 | 56               | 16                   |
| Жінки    | 100     | 12                 | 62               | 26                   |
| Разом    | 191     | 31                 | 118              | 42                   |